# Ivan Burchin
Ivan Burchin (Mizia, 9 de diciembre de 1952) es un deportista búlgaro que compitió en piragüismo en la modalidad de aguas tranquilas.
Participó en dos Juegos Olímpicos de Verano en los años 1972 y 1976, obteniendo una medalla de bronce en la edición de Múnich 1972 en la prueba de C2 1000 m. Ganó una medalla de bronce en el Campeonato Mundial de Piragüismo de 1975.

## Palmarés internacional
| Juegos Olímpicos   | Juegos Olímpicos      | Juegos Olímpicos  | Juegos Olímpicos |
| Año                | Lugar                 | Medalla           | Evento           |
| ------------------ | --------------------- | ----------------- | ---------------- |
| 1972               | Múnich (RFA)          | Medalla de bronce | C2 1000 m        |
| Campeonato Mundial |                       |                   |                  |
| Año                | Lugar                 | Medalla           | Evento           |
| 1975               | Belgrado (Yugoslavia) | Medalla de bronce | C2 10 000 m      |